# NorthLink Ferries
NorthLink Ferries bezeichnet zwei Fährlinien im Norden Schottlands wie auch die jeweilige Betreibergesellschaft dieser Linien. Nach mehrfachem Betreiberwechsel werden die Fährlinien seit 2012 durch Serco NorthLink Ferries mit Sitz in Stromness auf den Orkneys, eine Tochter der britischen Serco Group plc, durchgeführt.

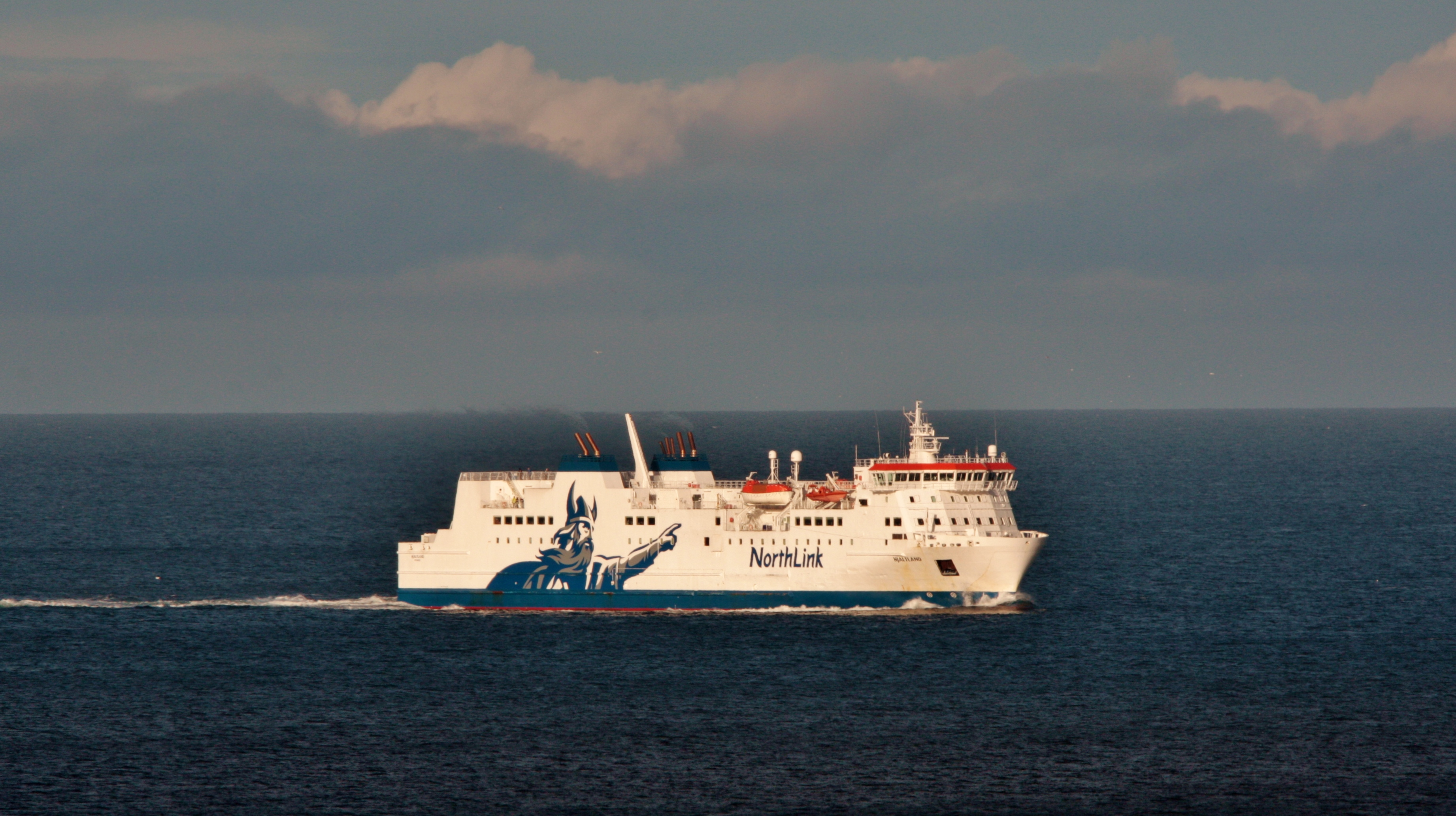
RoPax-Fähre Hjaltland auf See

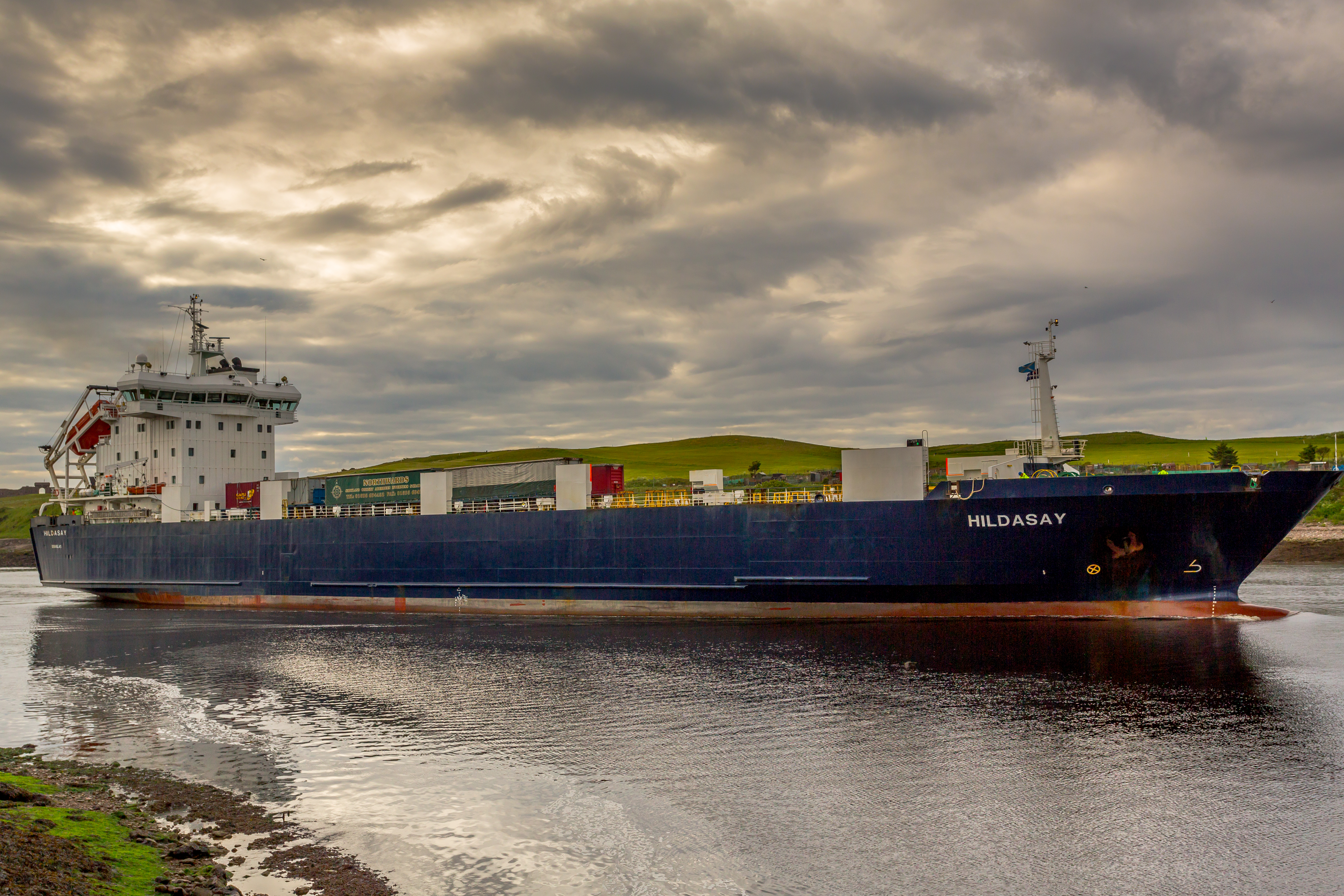
Frachtfähre Hildasay.

Das Unternehmen betreibt Fährverkehr vom schottischen Festland zu den nördlich gelegenen Inselgruppen der Orkney- und Shetland-Inseln.

## Bedeutung des Fährverkehrs für die Orkney- und Shetland-Inseln
Aufgrund der abgelegenen Lage der beiden Inselgruppen am Nordende der britischen Insel (Orkney) bzw. mitten im Nordatlantik (Shetland) sind stabile Fährverbindungen essentiell für die wirtschaftliche Entwicklung der Inseln und ihrer Bewohner.
Aufgrund dieser besonderen Bedeutung werden seitens der schottischen Regierung die Fährverbindungen vom schottischen Festland auf die beiden Inselgruppen (ähnlich wie auch die Verbindungen zu den Inneren und Äußeren Hebriden) in speziellen Bieterverfahren ausgeschrieben.

## Geschichte

### Vorgeschichte

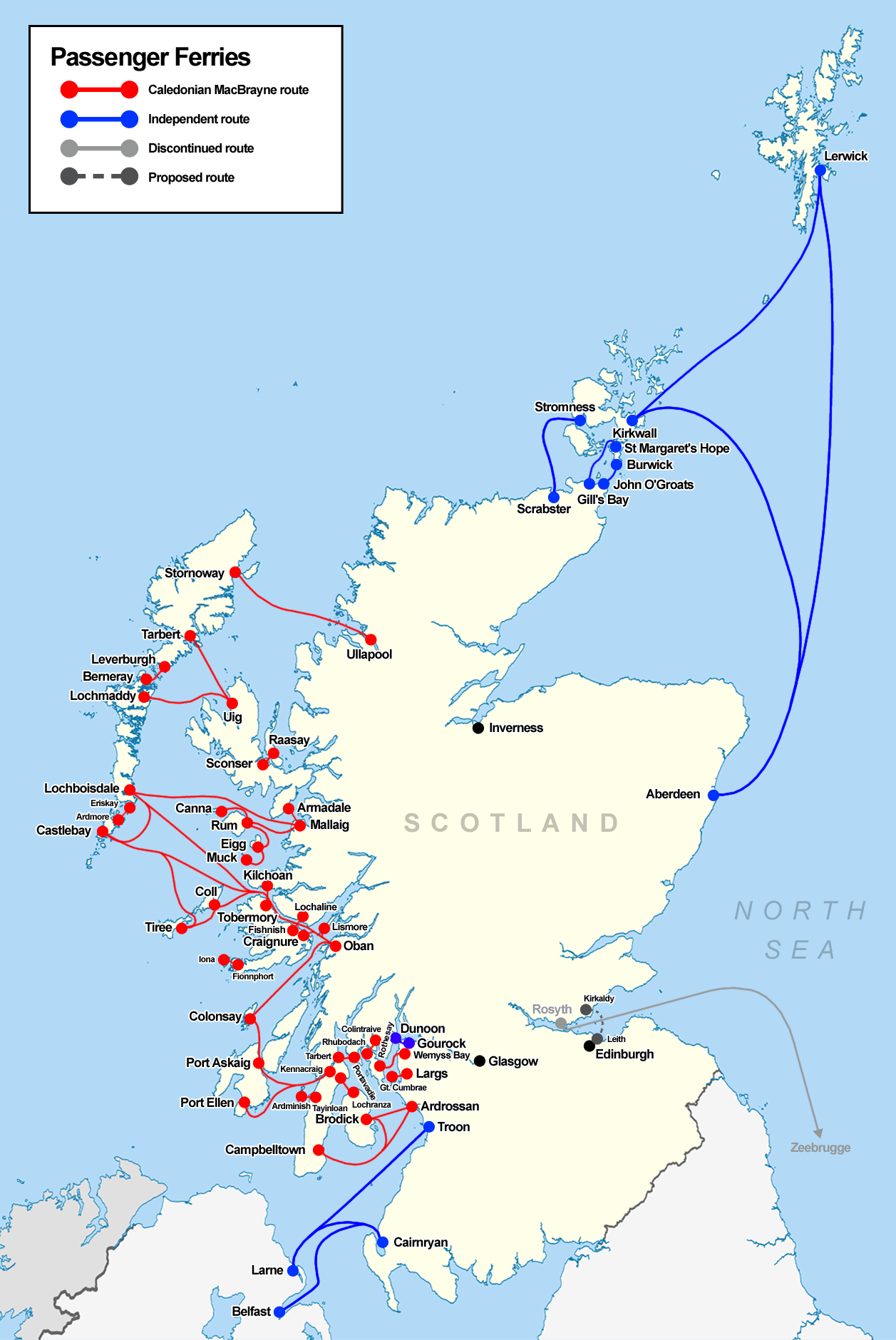
Karte der schottischen Fährverbindungen, NorthLink rechts oben in blau

1833 wurde die erste Dampferverbindung von Aberdeen zu den Orkneys und Shetlands aufgenommen. Betreiber war die Aberdeen, Leith and Clyde Shipping Company mit dem Dampfer Velocity, welcher die Strecke in den Monaten Juni bis August bediente. Ab 1873 operierte diese Reederei unter dem Namen North of Scotland & Orkney & Shetland Steam Navigation Company. 1961 wurde sie durch Coast Lines übernommen, welche wiederum 1971 in der Peninsular and Oriental Steam Navigation Company aufging.
Nachdem deren Tochter P&O Scottish Ferries den Fährverkehr auf die Orkneys und Shetlands über mehr als zwei Jahrzehnte betrieben hatte, wurden die Routen 1999 ausgeschrieben. Diese Ausschreibung gewann ein Konsortium, bestehend aus der schottischen Fährreederei Caledonian MacBrayne Ltd. und der Royal Bank of Scotland.

### North Link Orkney and Shetland Ferries
Das von den beiden Konsortialpartnern gegründete Unternehmen North Link Orkney and Shetland Ferries nahm 2002 den Linienbetrieb auf. Eingesetzt wurden drei von der Royal Bank of Scotland finanzierte RoPax-Neubauten. Die beiden Schwesterschiffe Hjaltland und Hrossey bedienten die Route von Aberdeen nach Kirkwall (Orkneys) und Lerwick (Shetlands), die etwas kleinere Hamnavoe die Strecke durch den Pentland Firth von Scrabster nach Stromness (Orkneys).
Bereits Mitte 2003 gab die Reederei bekannt, dass sie finanzielle Probleme hätte. Als Gründe hierfür wurden unter anderem die Konkurrenz durch den Mitbewerber Pentland Ferries sowie die neugegründete Norse Island Ferries Group genannt. Letztere war durch regionale Transportunternehmen gegründet worden, welche mit der Preisgestaltung von NorthLink für LKW- und Frachtverkehre nicht einverstanden war. Zudem waren NorthLinks Betriebskosten höher als erwartet.
Um den Weiterbetrieb der Verbindungen zu gewährleisten, gewährte Transport Scotland, eine staatliche Gesellschaft, Beihilfen in Höhe von 600.000 Britischen Pfund. Diese hielten jedoch nicht lange vor, so dass die Reederei im Juli und August 2003 die Leasingraten für ihre Schiffe nicht mehr bezahlten konnte und bekanntgab, vorzeitig aus dem Beförderungsvertrag aussteigen zu wollen. Im April 2004 schrieb die schottische Regierung die Routen erneut aus. Ziel herbei war es, bis Frühjahr 2006 einen neuen Betreiber für die beiden Strecken zu finden.

### NorthLink Ferries Limited
Die neue Ausschreibung gewann wiederum Caledonian MacBrayne, welche sich ohne den vorherigen Partner, die Royal Bank of Scotland, am Bieterverfahren beteiligt hatte. Der Betrieb wurde durch die Tochtergesellschaft NorthLink Ferries Limited übernommen, welche die Flotte des seitherigen Betreibers übernahm. Am 6. Juli 2006 nahm die neue Gesellschaft den Betrieb auf.

### Serco NorthLink Ferries
Nachdem sich der aktuelle Vertrag mit Caledonian MacBrayne bzw. deren Tochter North Link Ferries Ltd. dem Ende zuneigte, wurde 2012 ein neues Bieterverfahren für die Strecke gestartet. Gebote gingen unter anderem vom lokalen Rivalen Pentland Ferries, von P&O sowie vom seitherigen Betreiber North Link Ferries ein. Im April 2012 gab Transport Scotland bekannt, dass das in London ansässige Dienstleistungsunternehmen Serco Group plc. den Zuschlag erhalten habe. Der Vertrag hatte eine Laufzeit von sechs Jahren und ein Volumen von rund 243 Millionen Britischen Pfund.
Serco übernahm im Juli 2012 den Betrieb auf den beiden Routen. Unter dem Namen Serco NorthLink Ferries wurden weiterhin die Hamnavoe, die Hjaltland und die Hrossey eingesetzt. Der eigentlich 2018 auslaufende Vertrag zwischen Serco und Transport Scotland wurde zunächst um 18 Monate verlängert
Im Januar 2019 startete Transport Scotland eine beschränkte Ausschreibung, in der drei potentielle Bieter zur Angebotsangabe aufgefordert wurden. Neben dem aktuellen Betreiber Serco waren dies CalMac Ferries Ltd. (das Nachfolgeunternehmen des früheren Betreibers Caledonian MacBrayne) sowie die deutsche Förde Reederei Seetouristik GmbH & Co. KG. Das Bieterverfahren wurde jedoch aufgrund einer juristischen Auseinandersetzung mit Pentland Ferries verzögert. Pentland Ferries wollte erreichen, dass die beiden Fährverbindungen aus der öffentlichen Vergabe herausgenommen und zukünftig rein privatwirtschaftlich betrieben werden sollen. Im Februar 2020 gab der schottische Verkehrsminister Paul Wheelhouse bekannt, dass Serco auch den Folgevertrag gewonnen habe.

## Betrieb

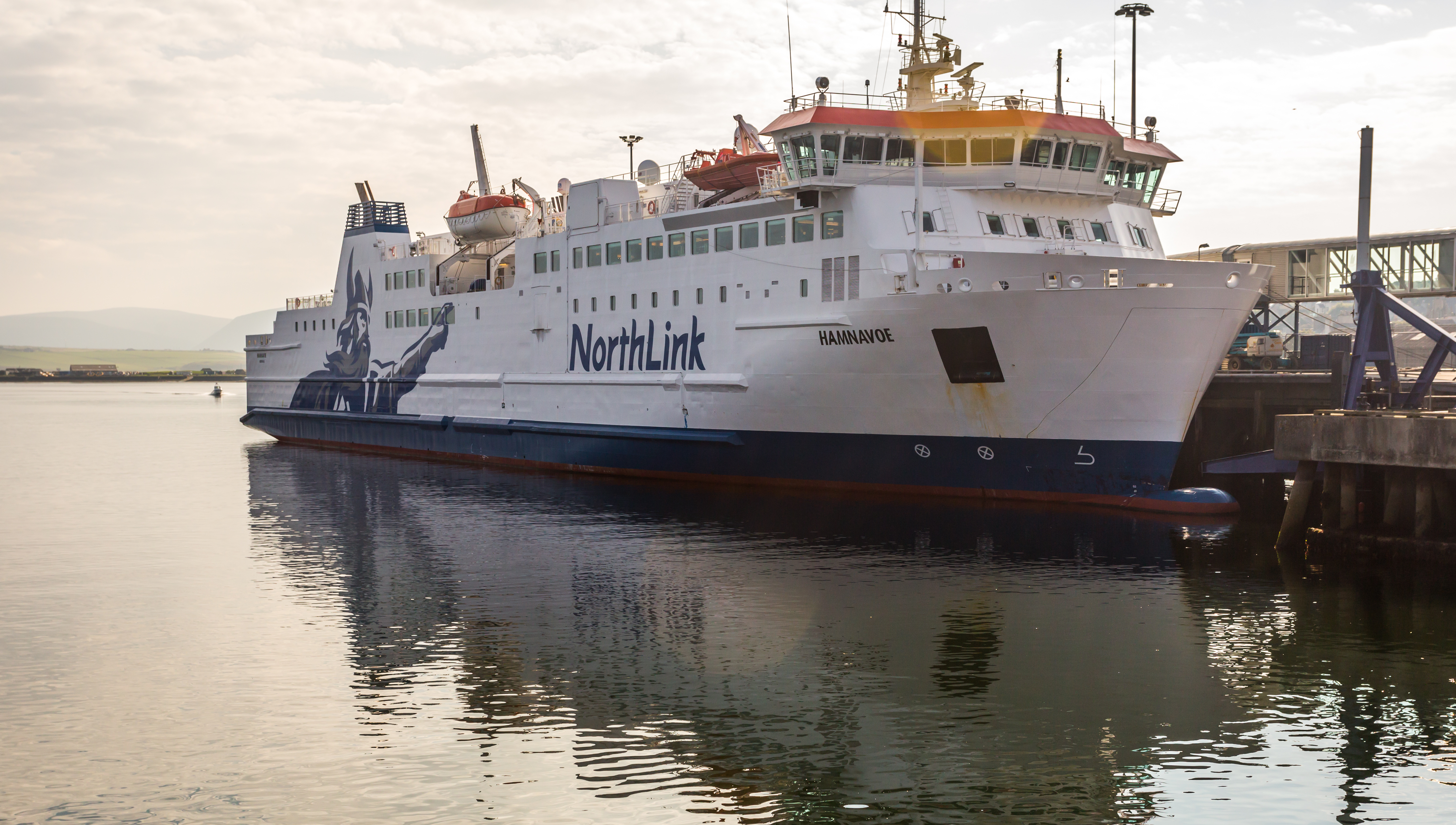
Hamnavoe im Hafen

NorthLink betreibt zwei Passagierlinien und zusätzlichen Frachtverkehr:

### Aberdeen – Kirkwall – Lerwick
Mit den beiden Schiffen Hjaltland und Hrossey wird einmal täglich die Route vom Festlandhafen Aberdeen bis Lerwick auf den Shetlands (bzw. in Gegenrichtung) bedient. Mehrmals wöchentlich wird zudem ein Zwischenstopp in Kirkwall auf den Orkneys eingelegt. Die Fahrzeit von Aberdeen nach Lerwick beträgt bei direkter Fahrt rund 12 Stunden, bei Zwischenstopp in Kirkwall rund 14 Stunden. Für die Fahrt von Aberdeen nach Kirkwall werden rund sechs Stunden veranschlagt. Die Fahrten beginnen abends in Aberdeen bzw. Lerwick und enden am frühen Morgen im jeweiligen Zielhafen.

### Scrabster – Stromness

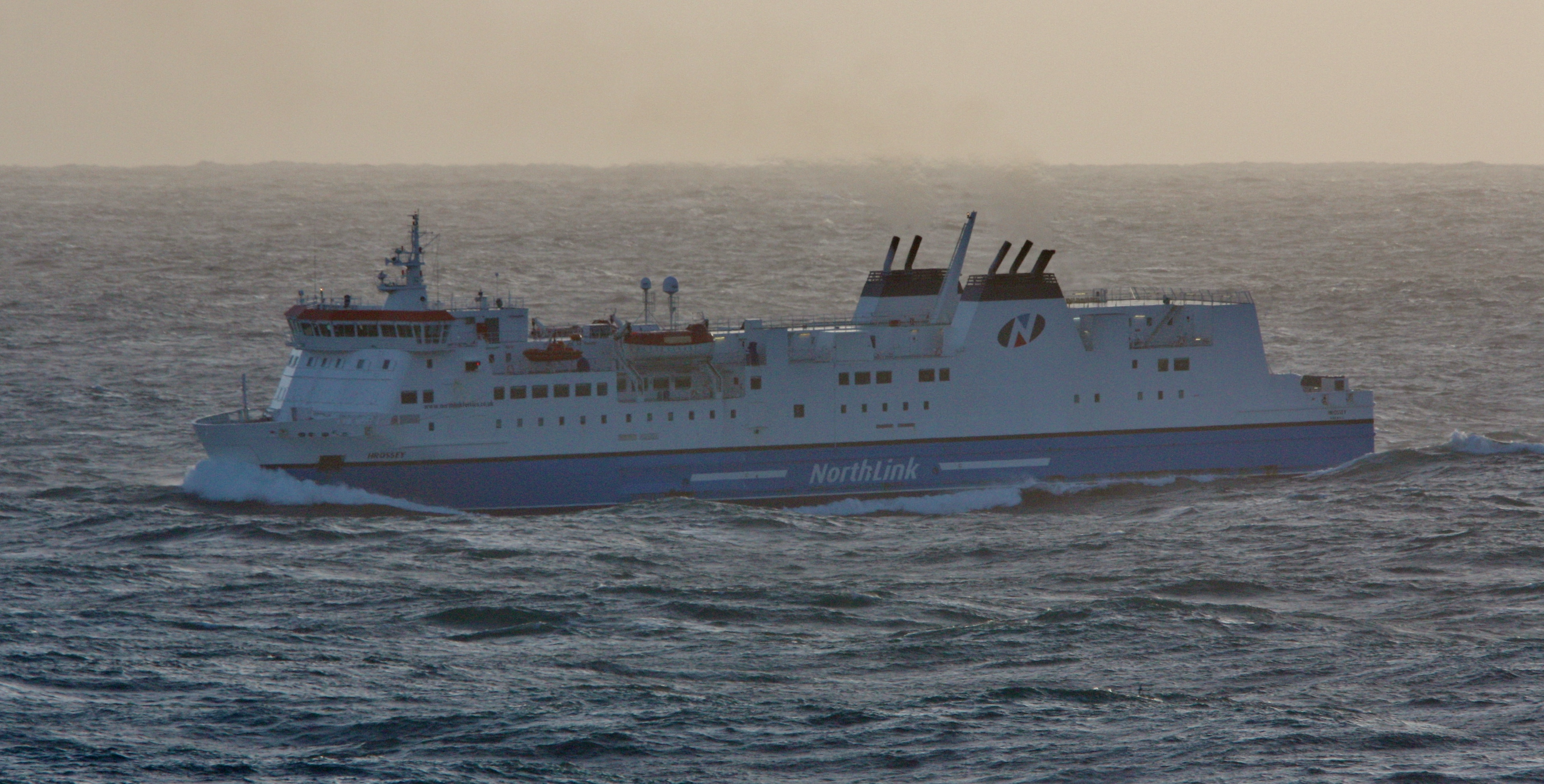
Hrossey in alter Lackierung

Die Überfahrt mit der Hamnavoe von Scrabster an der schottischen Nordspitze nach Stromness auf den Orkneys dauert rund 90 Minuten. Sie führt durch den Pentland Firth und wird im Regelfall mehrmals täglich angeboten.

### Frachtverkehr ab Aberdeen
Zusätzlich setzt die Reederei die beiden Frachtschiffe Helliar und Hildasay zur Versorgung der beiden Inselgruppen ein.

## Flotte
NorthLink besitzt keine eigenen Schiffe. Sämtliche eingesetzten Schiffe befinden sich im Besitz von Caledonian Maritime Assets Ltd., einem im Besitz der schottischen Regierung befindlichen Infrastrukturunternehmen, welches Schiffe und Hafeninfrastruktur besitzt und die Schiffe an die jeweiligen Betreiber der staatlich konzessionierten Fährlinien verleast (neben der NorthLink-Flotte befindet sich auch die Flotte von CalMac Ferries Ltd. im Besitz von Caledonian Maritime Assets).
Insgesamt setzt NorthLink fünf Schiffe ein.
Die RoPax-Fähren Hjaltland und Hrossey wurden 2002 bei Aker Finnyards in Rauma (heute: Rauma Marine Constructions) erbaut. Sie sind 125 m lang, 19,5 m breit und können bis zu 600 Passagier und 125 PKW befördern. Da sie im Regelfall nachts unterwegs sind, verfügen diese Schiffe über Passagierkabinen.

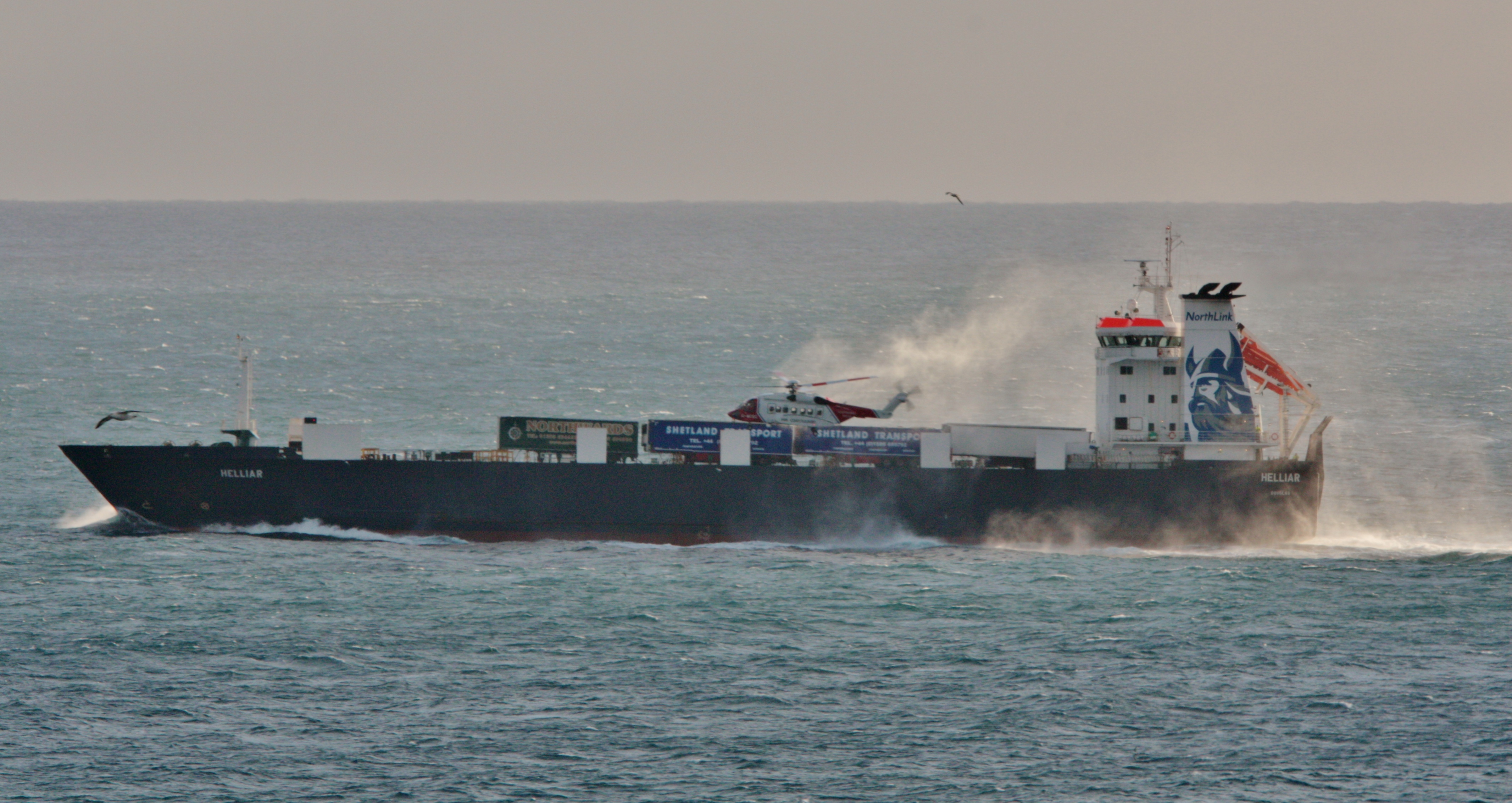
Helliar auf See

Die ebenfalls 2002 bei Aker Finnyards erbaute Hamnavoe kann bei einer Länge von 112 m und einer Breite von 18,5 m 600 Passagiere und 98 PKW befördern.
Die beiden Frachtfähren Helliar und Hildasay sind jeweils 122,3 m lang und 19,8 m breit. Ihr Fassungsvermögen beträgt 88 Sattelauflieger. Sie wurden 1997 bzw. 1999 bei der spanischen Werft Astilleros de Huelva gebaut.